# Miss Universo Chile (programa de televisión)
Miss Universo Chile 2016 es un programa de telerrealidad chileno producido y transmitido por Chilevisión. Es presentado por Francisca García-Huidobro. El programa muestra la vida de 20 jóvenes que compiten por llegar a ser la Miss Universo Chile 2016 y poder competir en el concurso internacional Miss Universo 2017, además también muestran su entorno familiar y social y múltiples desafíos que deben realizar con el fin de no ser eliminadas. La ganadora fue Natividad Leiva, una joven de 25 años que luego compitió en Miss Universo 2017.

## Trama
La premisa del concurso consiste en que en cada capítulo se realizan diferentes desafíos en donde las candidatas son divididas en tres grupos, en cada uno de estos grupos salen dos ganadoras y dos perdedoras. Las candidatas ganadoras compiten en un desafío extra por un premio, mientras que las candidatas perdedoras son nominadas y deben someterse a un último desafío de eliminación en donde se ve quien deja el programa.

## Equipo del programa
- Presentadora: Francisca García-Huidobro lidera los desafíos semanales y las eliminaciones.
- Jueces:
  - Iván Núñez
  - Jordi Castell

## Participantes
| Participante        | Edad | Residencia        | Victorias | Salida      | Puesto |
| ------------------- | ---- | ----------------- | --------- | ----------- | ------ |
| Natividad Leiva     | 24   | Santiago de Chile |           | Episodio 14 | 1      |
| Victoria Fernández  | 20   | Villa Alemana     |           | Episodio 14 | 2-3    |
| Ornella Dorado      | 23   | Maipú             |           | Episodio 14 | 2-3    |
| Francisca Lavandero | 17   | Los Ángeles       |           | Episodio 13 | 4-5    |
| Sofía Wang          | 19   | Independencia     |           | Episodio 13 | 4-5    |
| Daniela Rodríguez   | 26   | Punta Arenas      |           | Episodio 12 | 6      |
| Antonella Cardissi  | 20   | La Florida        |           | Episodio 11 | 7      |
| Mariela Moreno      | 23   | Pudahuel          |           | Episodio 10 | 8      |
| Rosa Guaguay        | 24   | Guaitecas         |           | Episodio 9  | 9      |
| Ilonka Kosteunovic  | 19   | Maipú             | 1         | Episodio 9  | 10     |
| Dulce Pocabimbi     | 21   | Puerto Varas      |           | Episodio 8  | 11     |
| Laura González      | 27   | Cerro Navia       |           | Episodio 7  | 12     |
| Marcelina Morales   | 18   | Nacimiento        |           | Episodio 6  | 13     |
| Ana Rojas           | 19   | Teodoro Schmidt   |           | Episodio 5  | 14     |
| Ignacia Carlos      | 20   | Santiago de Chile | 1         | Episodio 5  | 15     |
| Virginia Palazuelo  | 24   | Temuco            |           | Episodio 4  | 16     |
| Valentina Cáceres   | 26   | Yerbas Buenas     |           | Episodio 3  | 17     |
| Samanta Capaldi     | 22   | La Estrella       |           | Episodio 2  | 18     |
| Paz di Marco        | 18   | Santo Domingo     | 0         | Episodio 1  | 19-20  |
| Moana Retamoalai    | 17   | Isla de Pascua    | 0         | Episodio 1  | 19-20  |